# Gregorio Atta

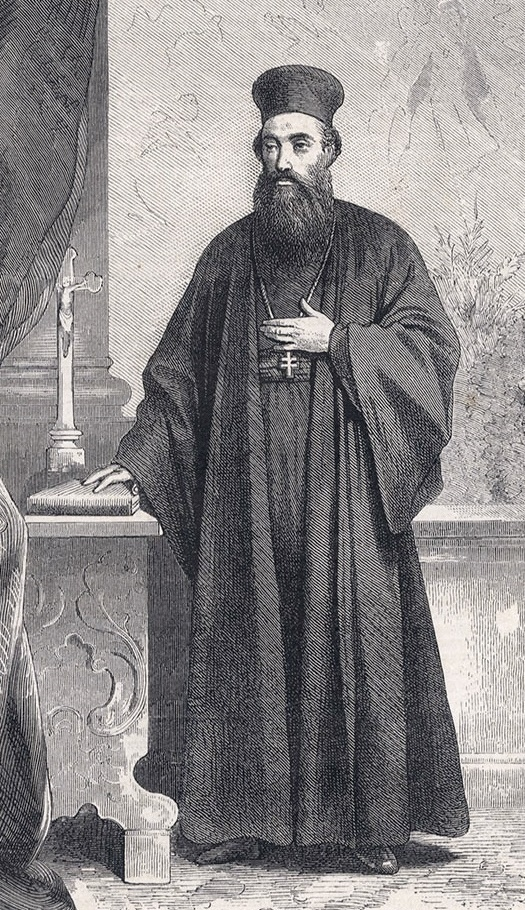
Gregorio Atta

Gregorio Atta (Arabisch: غريغوريوس عطا) (Zahleh, Libanon, 14 april 1815 - Damascus, 3 december 1899 ) was een Melkitisch Grieks-katholiek aartsbisschop van Homs. Hij werd in 1848 aangesteld als aartsbisschop en op 20 februari 1849 tot bisschop gewijd. In 1869-1870 nam hij deel aan het Eerste Vaticaans Concilie in Rome. 

## Referentie
- (en)  Gregorio Atta. Catholic Hierarchy.com. Geraadpleegd op 25 January 2010.